# Espírito Santo FC
Der Espírito Santo Futebol Clube ist ein Sportverein aus Vitória, im brasilianischen Bundesstaat Espírito Santo.

## Geschichte
Espírito Santo wurde am 6. August 2006, ursprünglich in Anchieta, gegründet. 2008 nahm der Klub erstmals an Spielen der Staatsmeisterschaft von Espírito Santo teil. Man gab sein Debüt am 10. Februar in der Série B, deren zweiten Liga. Espírito Santo empfing den Grêmio Esportivo Laranjeiras, die Partie endete 2:2. Nach der Gruppenphase schied der Klub aus. Nach seinen sechs Spielen hatte er eine Bilanz von fünf Unentschieden und einer Niederlage bei 9:11 Toren aufzuweisen. Im Folgejahr traten in der Série B nur drei Klubs an, von denen zwei in die Série A der Staatsmeisterschaft aufsteigen durften. Espírito Santo belegte den zweiten Platz und erreichte damit den Aufstieg.
Von 2010 bis 2013 konnte der Klub in der obersten Spielklasse der Staatsmeisterschaft mitspielen. 2013 belegte Espírito Santo in der Liga den letzten Platz mit einer Gesamtbilanz von sechs Unentschieden und zwölf Niederlagen bei 13:49 Toren. Aufgrund finanzieller Schwierigkeiten trat der Klub 2014 nicht mehr in der Série B an.
Ende 2014 übernahmen Geschäftsleute den Klub und wandelten diese in eine Sociedade anónima, eine Kapitalgesellschaft, um. 2015 gelang Espírito Santo die Meisterschaft in der Série B, welche mit dem Wiederaufstieg für 2016 verbunden war. Außerdem gewann der Klub den Staatspokal von Espírito Santo in dem Jahr. In der Saison durfte man auch in der Copa Verde 2016 antreten, einem Qualifikationsturnier für den nationalen Pokal, die Copa do Brasil. Hier traf Espírito Santo in der ersten Runde auf den AA Aparecidense, unterlag aber mit 0:0 und 0:2. Auch in der Série D, der vierten nationalen Liga, gab der Klub seinen Einstand. In der Série D 2016 überstand Espírito Santo die Gruppenphase. In der zweiten Runde unterlag man dem J. Malucelli Futebol mit 0:1 und 0:2. Im Gesamtklassement reichte es für den 32. Platz bei 68 Teilnehmern.
Nach der Spielzeit 2018 musste Espírito Santo wieder absteigen und trat 2019 in der Série B der Staatsmeisterschaft an. Danach zog der Klub sich wieder vom Profifußball zurück.

## Teilnahme an Fußballwettbewerben
| Wettbewerb                  | Teilnahmen                 |
| --------------------------- | -------------------------- |
| Série D                     | 3× – 2016–2018             |
| Staatsmeisterschaft         | 7× – 2010–2013, 2016–2018  |
| Staatsmeisterschaft Série B | 3× – 2008–2009, 2015, 2019 |
| Staatspokal                 | 4× – 2009, 2015–2017       |
| Copa Verde                  | 1× – 2016                  |

## Erfolge
- Staatspokal von Espírito Santo: 2015
- Staatsmeisterschaft von Espírito Santo Série B: 2015